# Solkokare

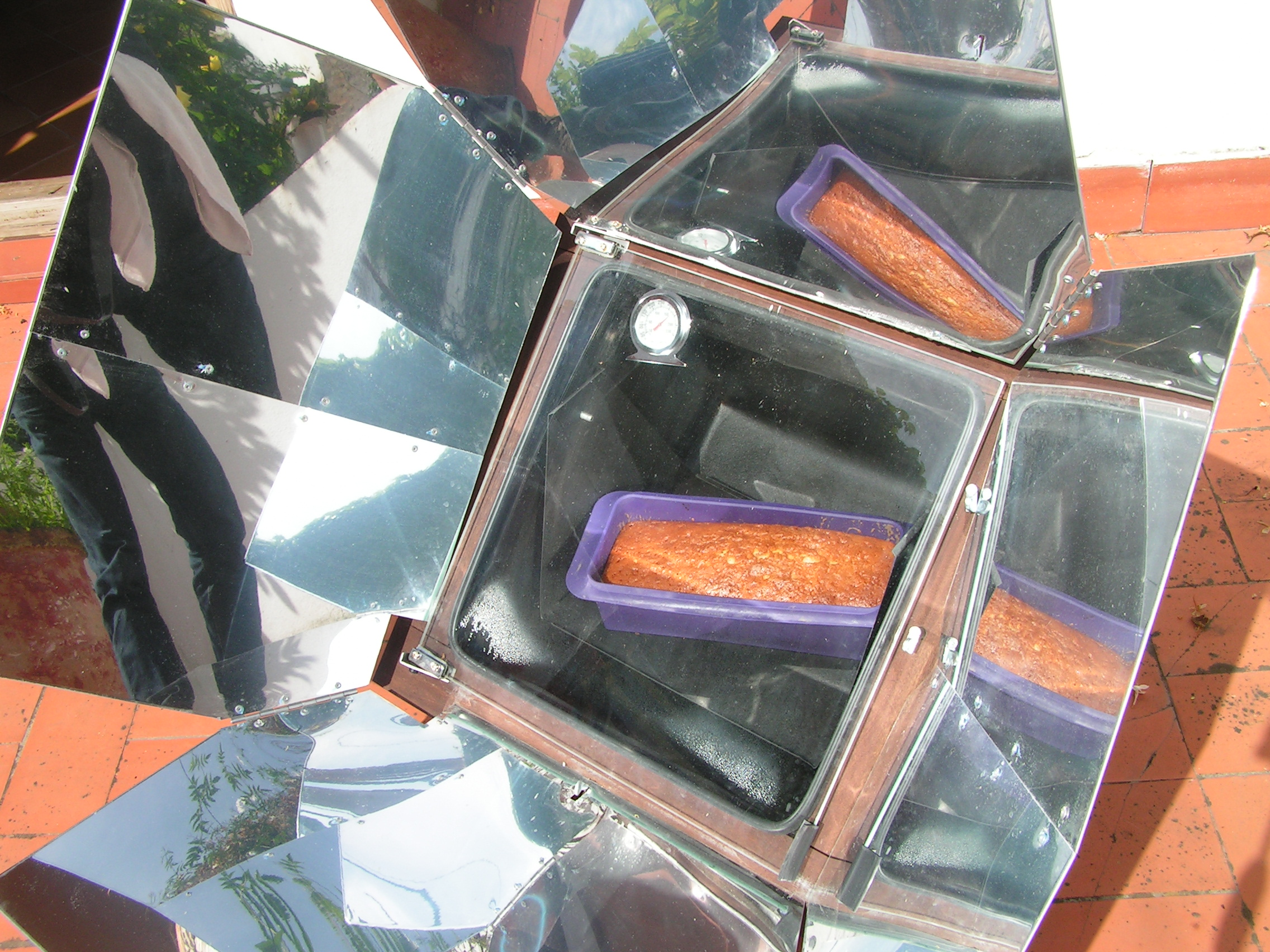
Solugn

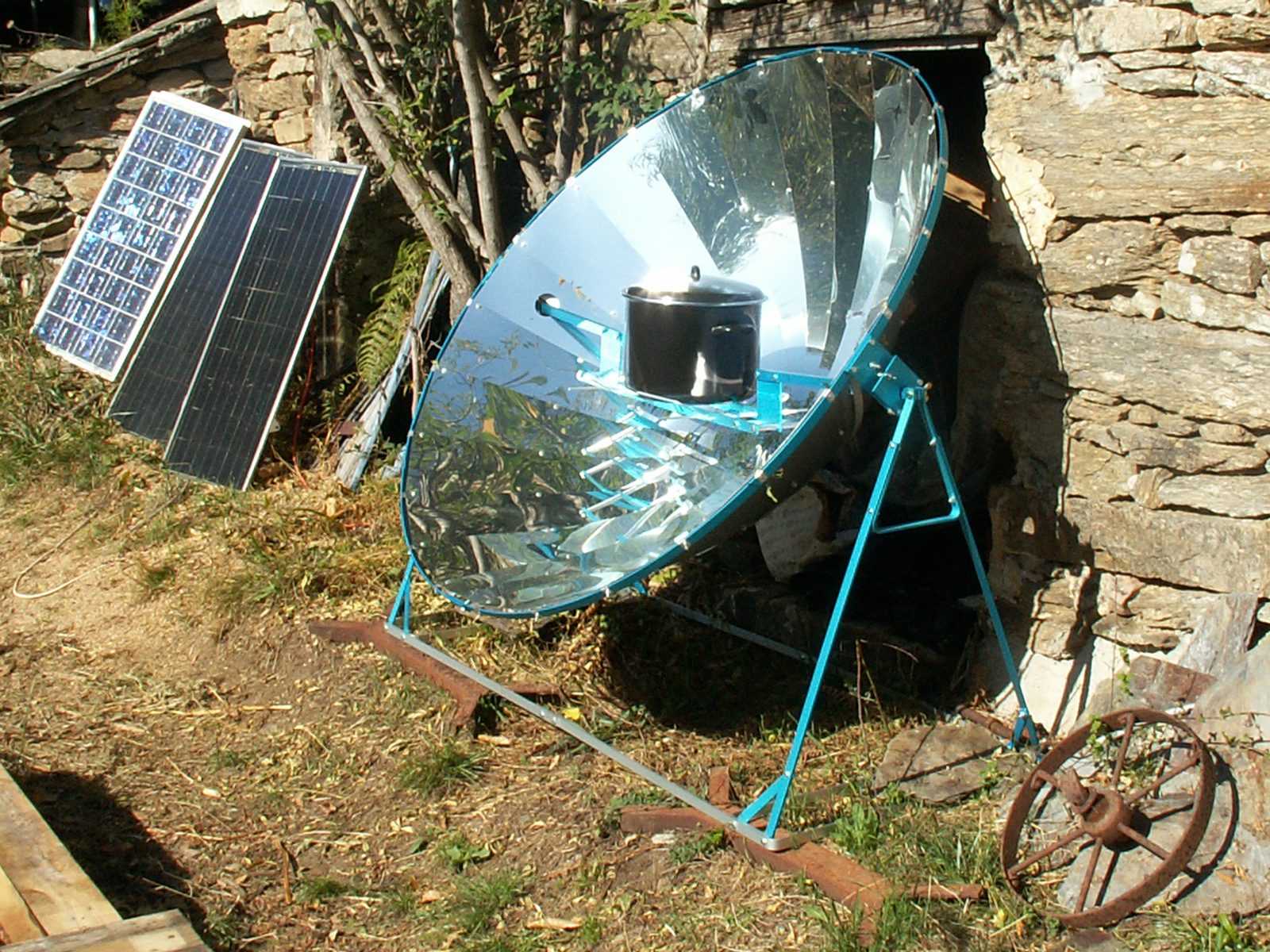
Parabolic Solar Cooker

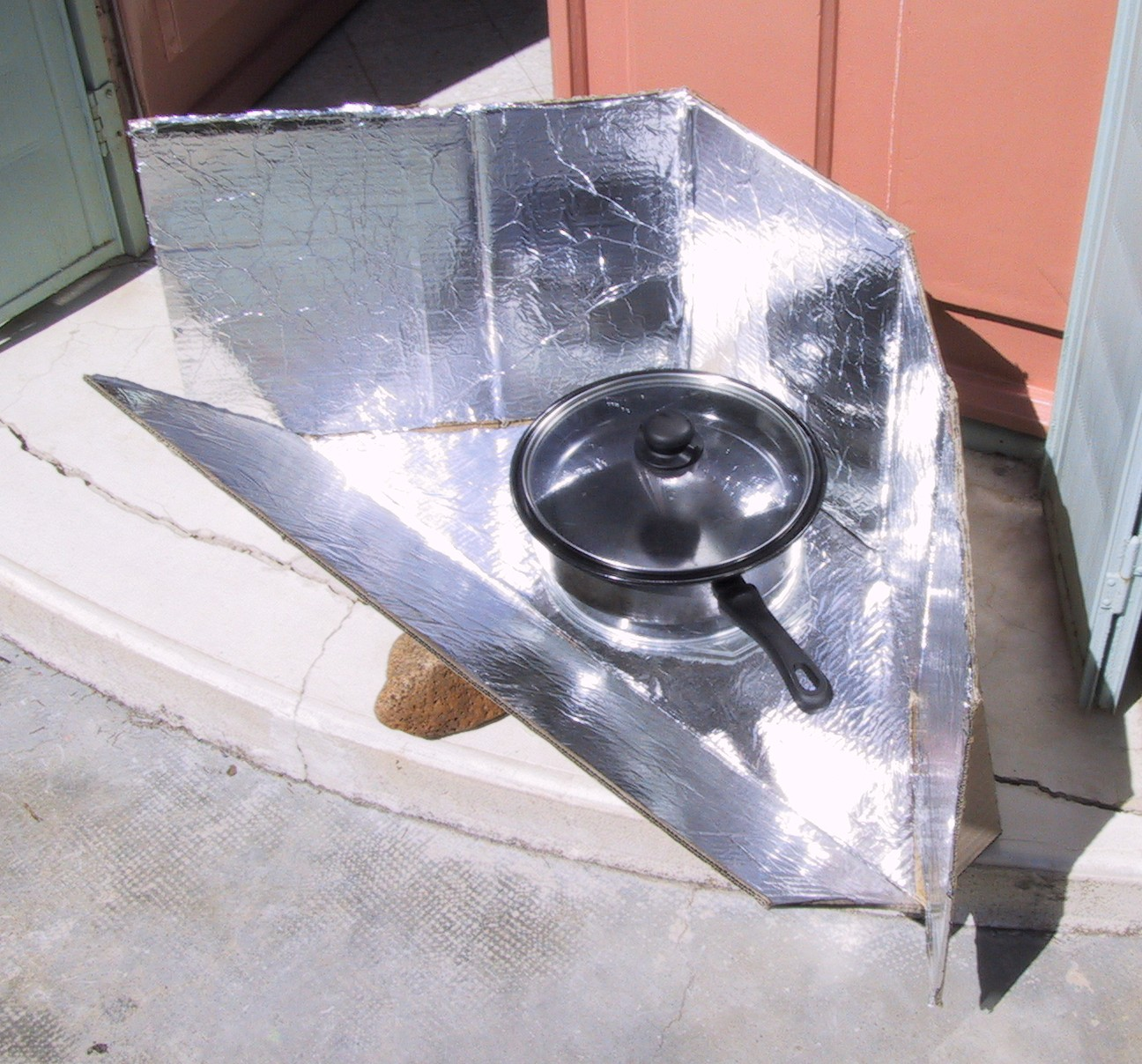
Enkel solkokare

Solkokare, anläggningar för matlagning med solenergi, där solstrålningens värme utnyttjas utan att först behöva omvandlas till elenergi. Tillräckligt höga temperaturer för kokning nås genom att solstrålningen koncentreras och absorberas av en mörk yta, och/eller genom att värmeavgivningen från kokkärlet minimeras genom isolering och övertäckning. Solkokare är ett bra sätt att värma mat utan ved, vilket är viktigt i fattigare länder då det sparar pengar och minskar inandning av den skadliga röken.

## Några vanliga konstruktionsprinciper
Koncentrerande solkokare, där solstrålningen med hjälp av speglar koncentreras mot kokkärlets botten, väggar eller mot en häll. Speglarna kan vara många och plana, eller en enda som är böjd eller kupig. Den yta som man får samla upp strålning från måste vara någon kvadratmeter stor om inga åtgärder vidtagits för att minimera utstrålningen från kokkärlet. En fördel med denna modell är att man kan nå mycket höga temperaturer. En del modeller kan även användas som ”kylskåp”, genom att reflektorerna riktas mot den svarta natthimlen och strålar ut värme från matkärlet. En nackdel är att koncentrerade strålknippen innebär en risk för brännskador och skador på synen vid oförsiktigt användande. 

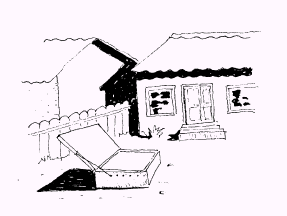
En solkokare av lådmodell - solugn - behöver föga övervakning under kokningens gång

Solkokare av lådmodell, eller solugnar, där solstrålningen genom ett genomskinligt fönster kommer in i ett värmeisolerat utrymme och där träffar kokkärlet eller mörkfärgade innerväggar och botten, som värms och i sin tur värmer upp luften därinne. En fördel med denna modell är att man sällan behöver justera om kokaren för att följa med solen när den vandrar, så som man får göra med en spegel eller ett spegelsystem. En nackdel är att matlagning i ugn tar längre tid än matlagning över eld, varför planering och ändring av kok- och eventuellt måltidsvanor blir nödvändig för den familj som ska övergå från traditionell matlagning till solkokare.
Hybrider av ovanstående. Det finns åtskilliga modeller och varianter. Lådmodeller är ofta försedda med en enkel plan reflektor. Vid användning av små, portabla reflektorer har man ofta en plastpåse svept över kokkärlet för att minska värmeförlusten genom konvektion.   
Indirekta kokare, där ett värmebärarmedium, bestående av olja eller en saltblandning, värms upp i solsken och lagras i en tank, för att sedan avge sin värme vid kokning under dygnets mörka timmar. Sådana kokare är komplicerade till sin konstruktion och därmed dyra och har knappast kommit i bruk för hushållsmatlagning.

## Användning
Det tekniska utvecklingsarbetet verkar för närvarande vara koncentrerat på att hitta mycket små och enkla konstruktioner, antingen för industriell produktion eller för självbygge med material som finns tillgängliga på landsbygden även i u-länder. 
Ganska begränsade ansträngningar har gjorts för att lansera solkokare, detta trots att de skulle kunna ha stor betydelse för att snabbt öka fattiga människors ekonomiska valmöjlgheter och ge bättre livskvalitet, och för att minska trycket på den mångenstädes knappa skogsresursen. Dessutom medför solkokare att ingen skadlig rök från vedeldning sprids. Röken från vedeldning är lika skadlig som trafikavgaser och kan bland annat leda till cancer.